# 里贝拉萨克拉

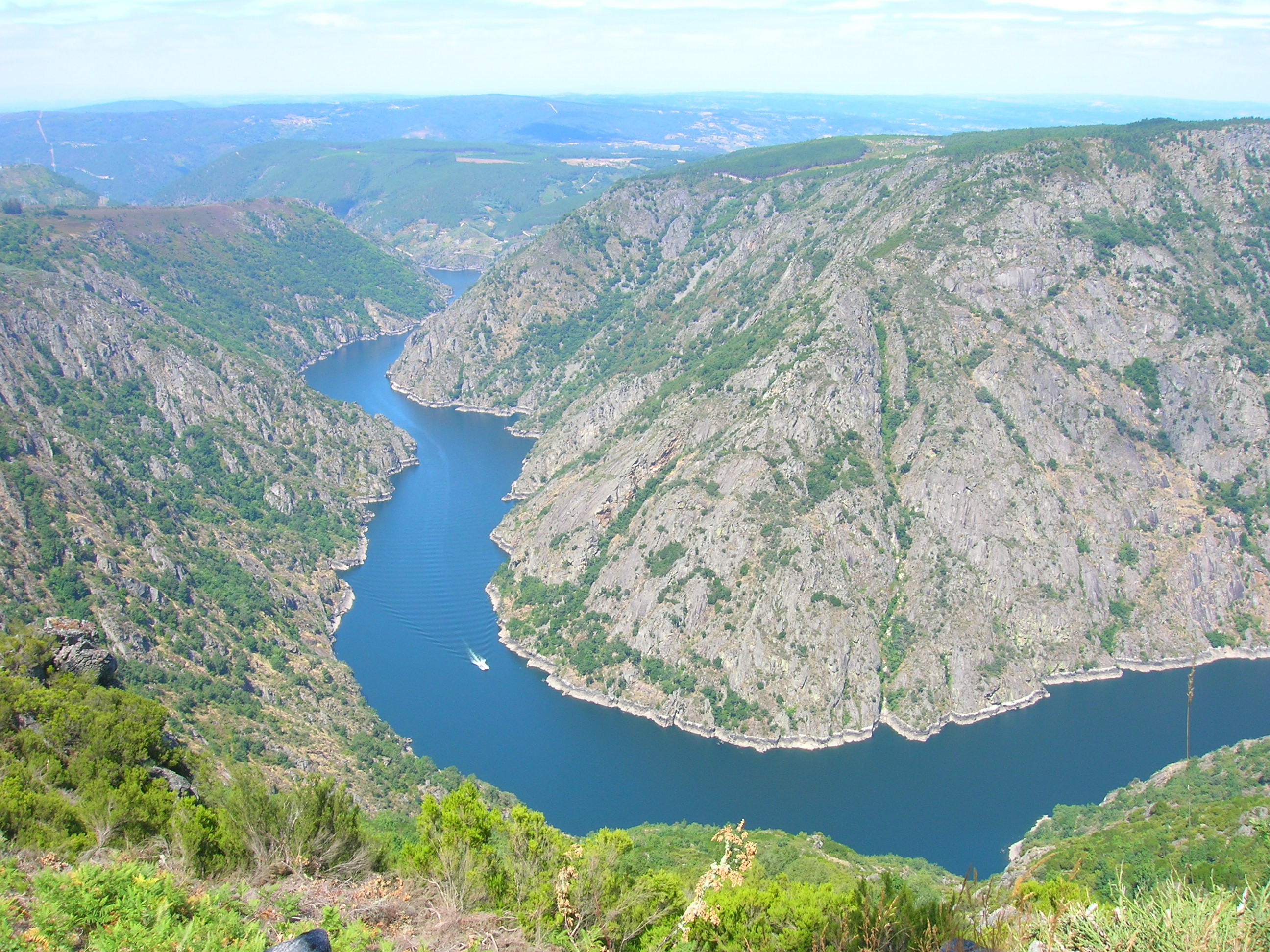
从奥伦塞省帕拉达德西尔的山顶眺望锡尔峡谷。游客可以乘坐游船沿锡尔河游行，欣赏两岸景色。

里贝拉萨克拉（西班牙語：Ribeira Sacra）是西班牙加利西亚自治区卢戈省南部和奥伦塞省北部的錫爾河和米尼奧河流域地区总称。它属卢戈省的蒙福尔特德莱莫斯市管辖。该地于1996年被列入联合国教科文组织世界遗产预备名单。
里贝拉萨克拉也是当地葡萄酒产区的名称。

## 地名
里贝拉萨克拉的中文意为“神圣的河岸”。得名于当地的修道院。

## 图集

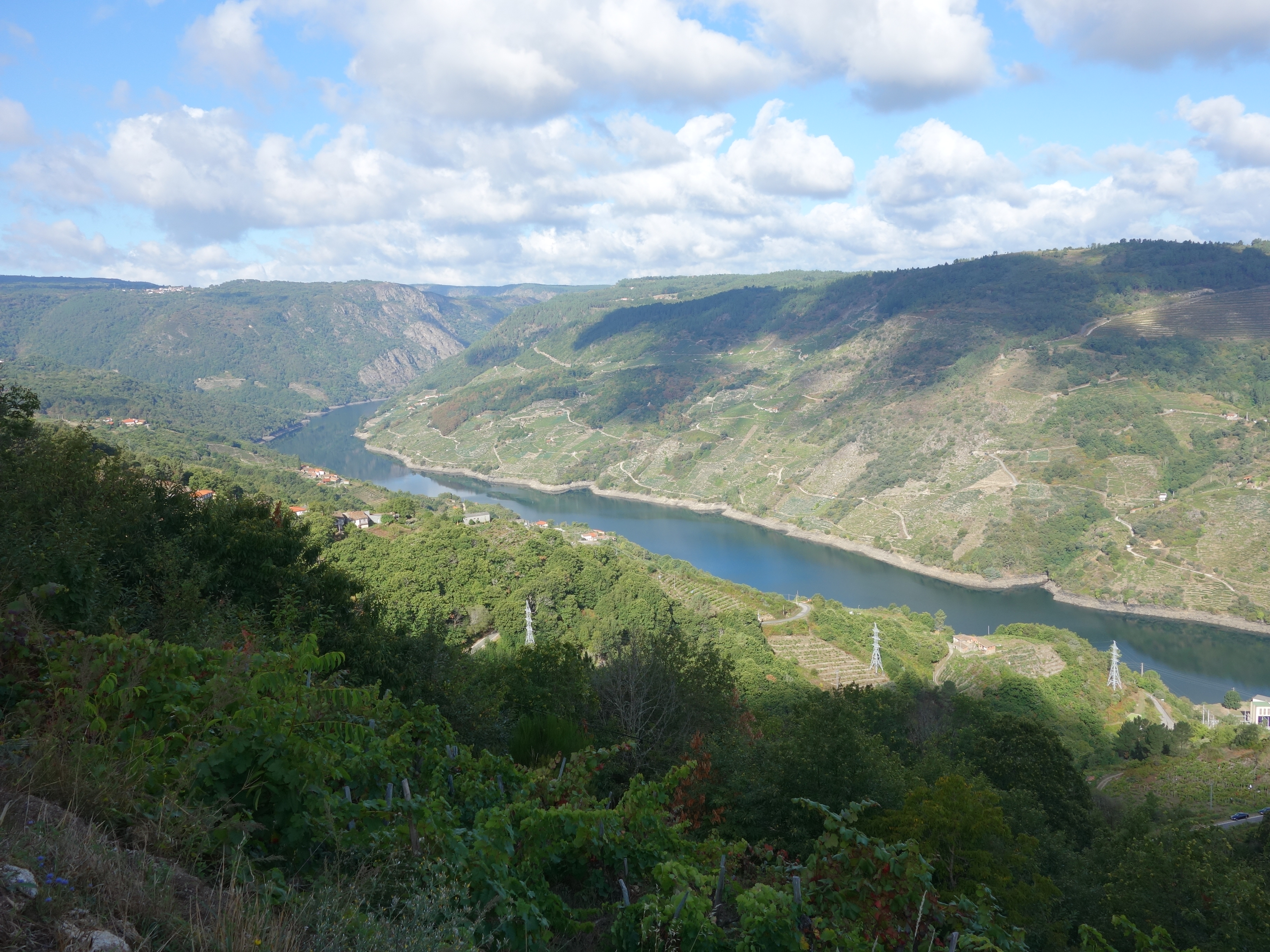
锡尔河
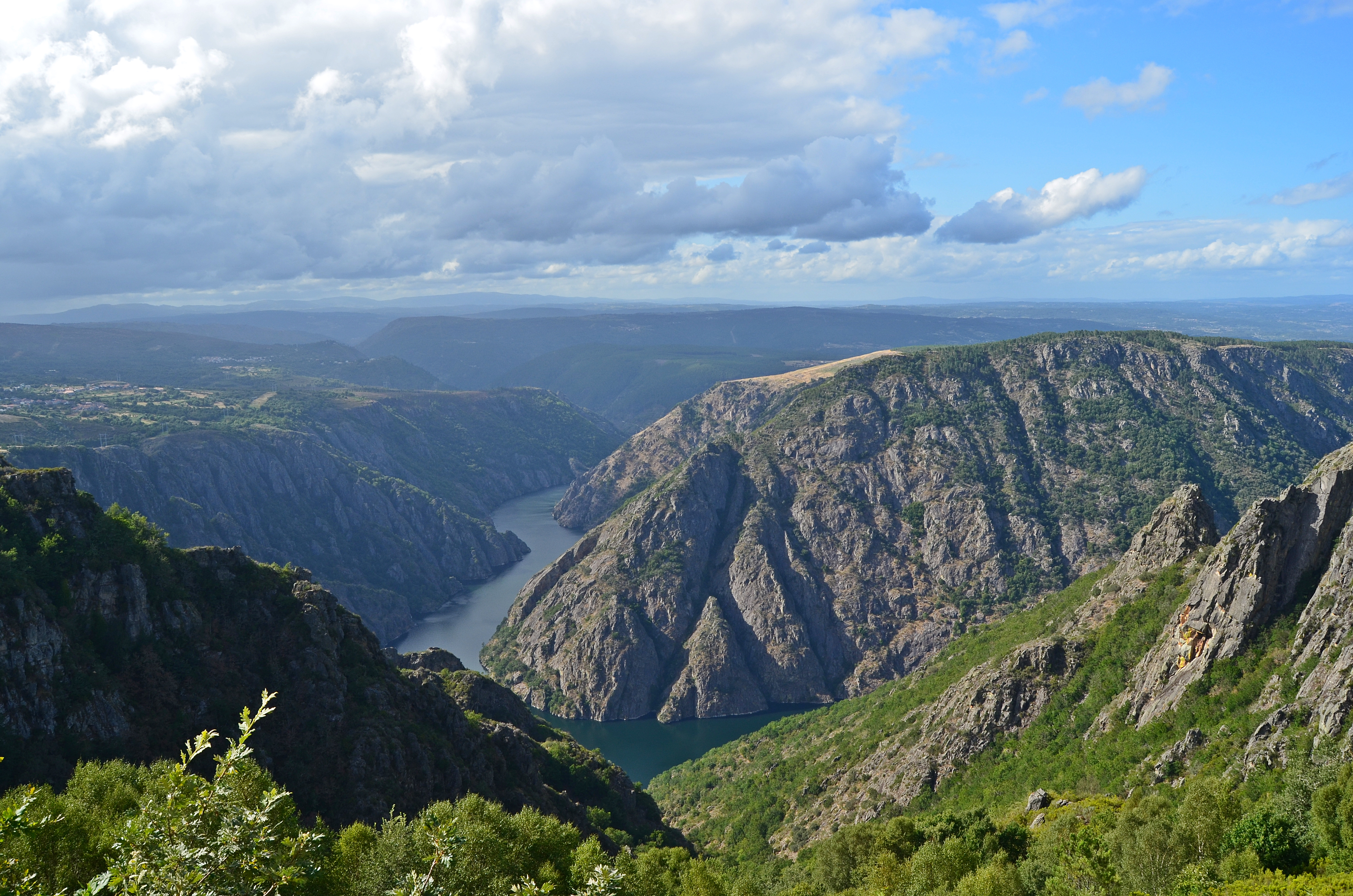
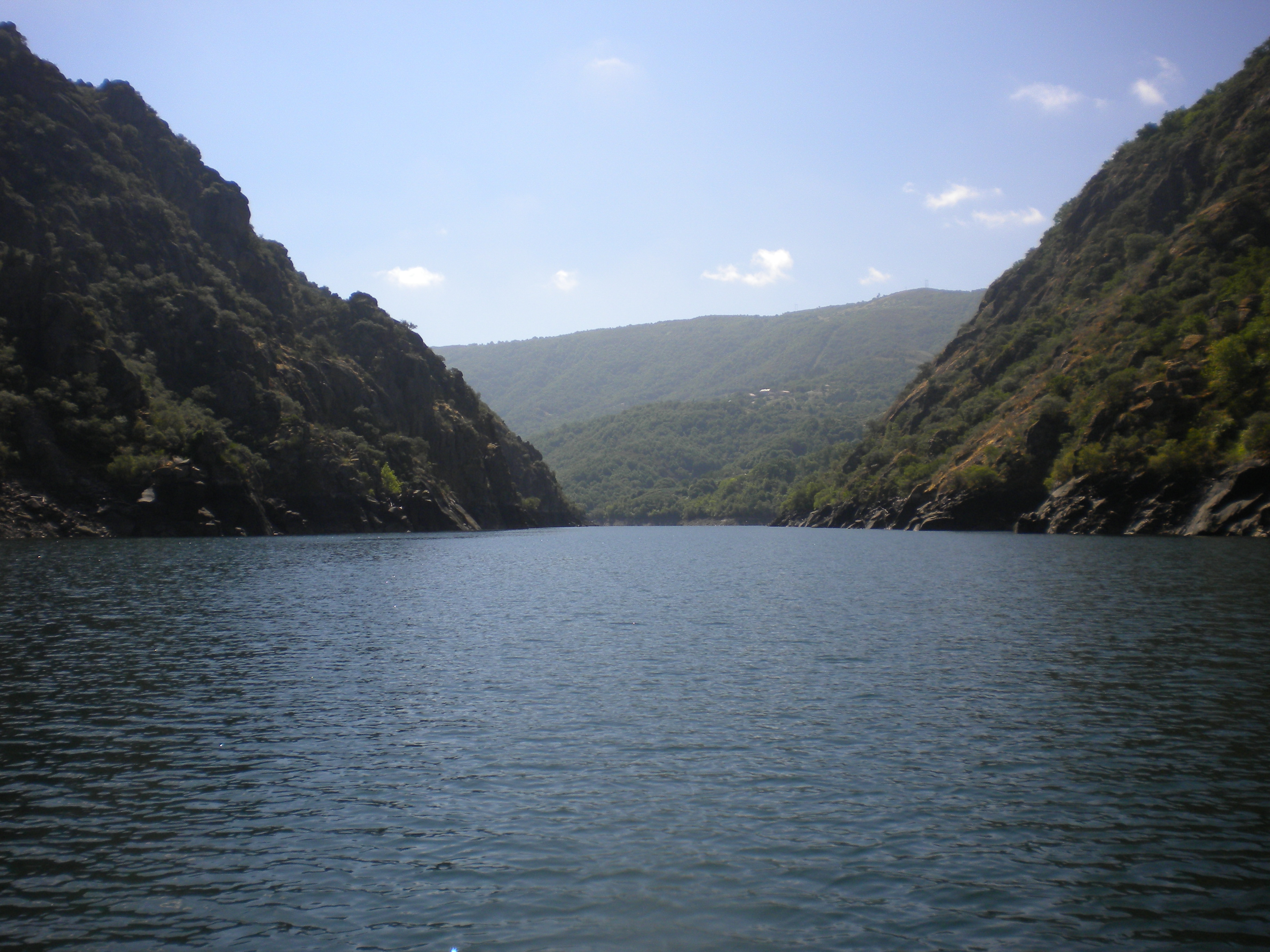
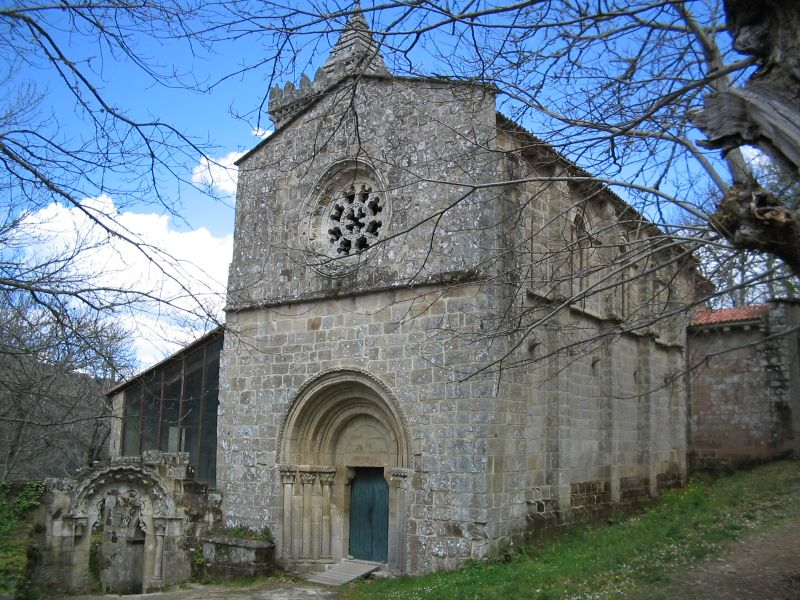
修道院
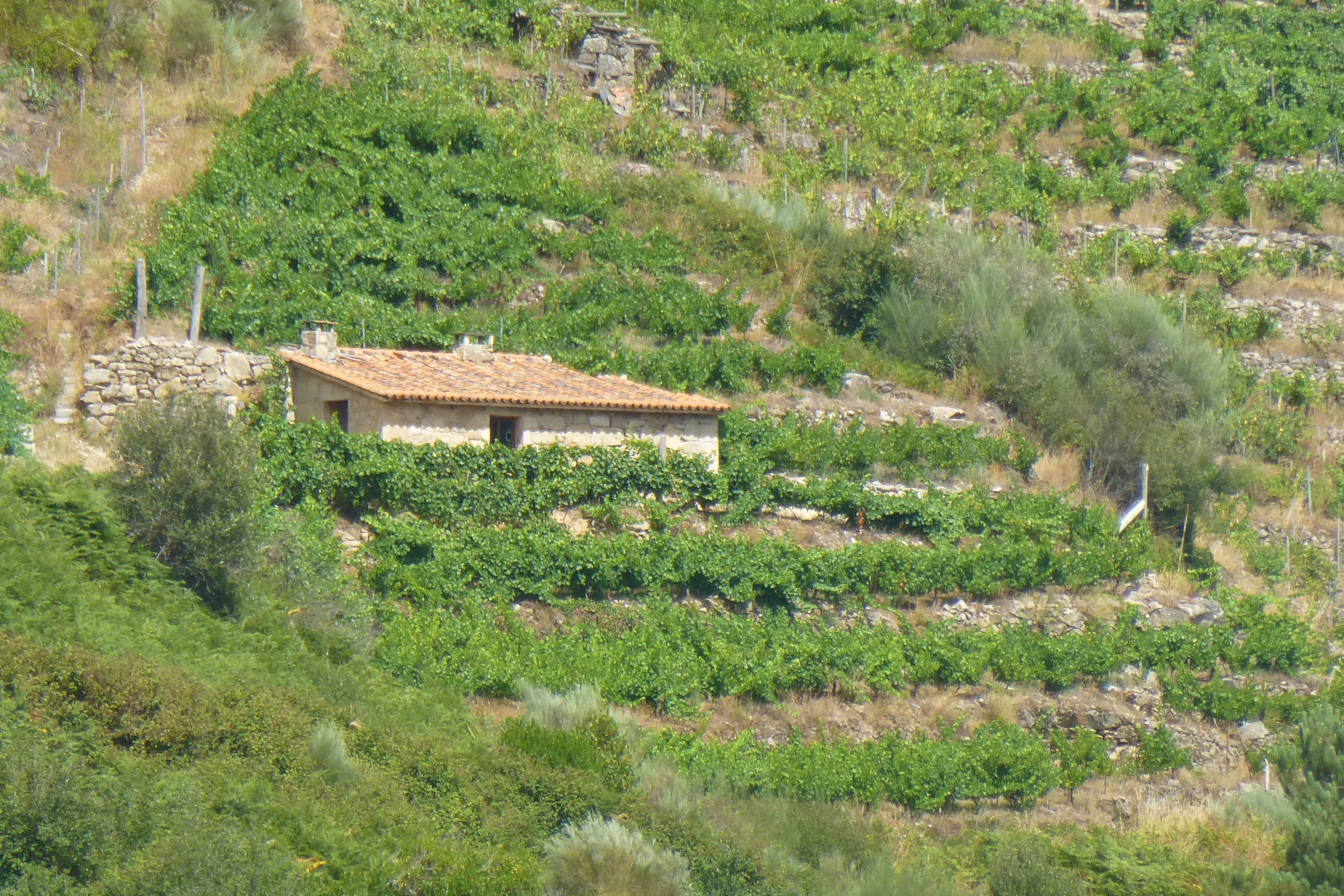
葡萄酒产区